# Departamento Lácar
Lácar es uno de los 16 departamentos en los que se divide la provincia del Neuquén (Argentina). Su ciudad cabecera es San Martín de los Andes.

## Superficie y límites
El departamento tiene una extensión de 4930 kilómetros cuadrados y limita al norte con el departamento Huiliches , al este con el departamento Collon Curá, al sudeste con la provincia de Río Negro, al sur con el departamento Los Lagos y al oeste con la República de Chile.

## Población
Según el censo 2010, vivían en el departamento 29 102 personas. 
En 2022, el censo arrojó 39596 habitantes. Esto significó  un incremento del 33.1 %, el tercero mayor en la provincia. Esta cifra lo ubica como el 3.º departamento más poblado de la provincia, tras Confluencia y Zapala y con la tercera colocación en densidad poblacional.

## Localidades
- San Martín de los Andes
- Villa Meliquina
- Aeropuerto Chapelco
- Parque Diana